# Philipp Jenninger

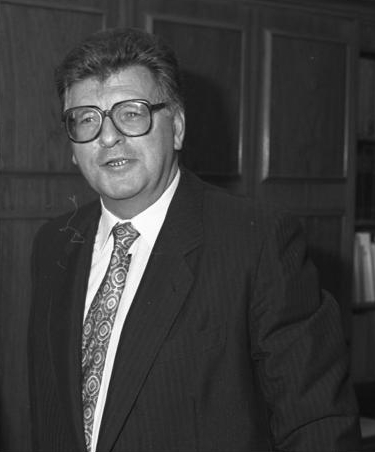
Philipp Jenninger (1987)

Philipp Hariolf Jenninger (* 10. Juni 1932 in Rindelbach/Jagst; † 4. Januar 2018 in Stuttgart) war ein deutscher Politiker (CDU). Er war von 1982 bis 1984 Staatsminister im Bundeskanzleramt und von 1984 bis 1988 Präsident des Deutschen Bundestages.

## Leben und Beruf

Philipp Jenninger nach einem Auftritt im März 2003 in München.

Philipp Jenninger stammte aus einem katholischen und zentrumsnahen Elternhaus. Sein Vater, ein Buchdruckermeister, war daher während der Zeit des Nationalsozialismus häufig Schikanen ausgesetzt. Seine Brüder Albert und Wilhelm fielen im Zweiten Weltkrieg. Sein Bruder Alfred (3. März 1921 – 24. Mai 2007) war als Oberst von 1974 bis 1980 Kommandeur der Luftlande- und Lufttransportschule in Altenstadt in Oberbayern.
Nach dem Abitur 1952 am Peutinger-Gymnasium Ellwangen absolvierte Jenninger ein Studium der Rechts- und Staatswissenschaften an der Eberhard-Karls-Universität Tübingen, welches er 1955 mit dem ersten und 1959 mit dem zweiten juristischen Staatsexamen beendete. Am 4. März 1958 erfolgte seine Promotion zum Dr. iur. mit der Arbeit Die Reformbedürftigkeit des Bundesverfassungsgerichts. 1960 trat er als Dezernent in den Dienst der Wehrbereichsverwaltung V in Stuttgart ein. 1963 wechselte er als Referent in das Bundesministerium der Verteidigung und wurde 1964 persönlicher und Pressereferent des Bundesministers für Angelegenheiten des Bundesverteidigungsrates Heinrich Krone. Nach der Auflösung des Ministeriums war er von 1966 bis 1969 politischer Referent des Bundesministers der Finanzen Franz Josef Strauß. Philipp Jenninger war Mitglied des Präsidiums des Studienzentrums Weikersheim.
Philipp Jenninger war verheiratet und lebte bis zu seinem Tod mit seiner Frau in Stuttgart. Er war Mitglied der katholischen Studentenverbindungen KDStV Staufia Bonn und KAV Capitolina Rom im CV sowie Ehrenmitglied der KStV Arminia Bonn.
Die Trauerrede beim Trauerstaatsakt im Deutschen Bundestag hielt am 18. Januar 2018 Kardinal Walter Kasper.

## Abgeordneter und Minister
Jenninger wurde nach der Bundestagswahl 1969 erstmals Mitglied des Deutschen Bundestages (MdB). Nach dieser Wahl entstand erstmals in der Geschichte der Bundesrepublik eine SPD/FDP-Koalition (Kabinett Brandt I). Jenninger blieb nach der Bundestagswahl 1972 MdB und ebenso nach den Bundestagswahlen 1976, 1980, 1983 und 1987. 

Jenninger war vom 19. September 1973 bis zum 4. Oktober 1982 Erster Parlamentarischer Geschäftsführer der CDU/CSU-Bundestagsfraktion.

Jenninger war direkt gewählter Bundestagsabgeordneter, bis 1976 des Wahlkreises Crailsheim und danach des Wahlkreises Schwäbisch Hall. Er erhielt bei der Bundestagswahl 1983 im Wahlkreis Schwäbisch Hall-Hohenlohe mit 58,5 % der Erststimmen sein höchstes Ergebnis.
1976 lösten Vorwürfe gegen Jenninger im Zusammenhang mit einer Ausstellung des der politischen Linken nahestehenden Grafikers und Karikaturisten Klaus Staeck (SPD) in der Parlamentarischen Gesellschaft Presseberichte aus. In der Ausstellung waren unter anderem einige polemisch gegen die CDU/CSU und einige ihrer führenden Politiker gerichtete Plakate zu sehen. Jenninger, damals parlamentarischer Geschäftsführer der CDU/CSU-Fraktion im Deutschen Bundestag, und einige Fraktionskollegen protestierten vor Ort dagegen. Dabei wurden auch Plakate von der Wand genommen und zerrissen. Unter anderem zerriss Jenninger ein Plakat Staecks mit der Aufschrift „Seit Chile wissen wir genauer, was die CDU von Demokratie hält“. Gemeint war der Putsch in Chile 1973. Staeck verklagte daraufhin Jenninger. Es erging ein Versäumnisurteil auf Zahlung von zehn Mark Schadenersatz plus Zinsen gegen Jenninger. Dieser als „Bonner Bildersturm“ titulierte Vorfall wurde später mehrmals gegen Jenninger verwendet.
Jenninger wurde nach dem Misstrauensvotum, bei dem Helmut Kohl zum Bundeskanzler gewählt worden war, am 4. Oktober 1982 zum Staatsminister im Kanzleramt ernannt, mit dem besonderen Auftrag, Deutschlandpolitik zu gestalten.

## Präsident des Deutschen Bundestags
Am 5. November 1984 wurde Jenninger nach dem Rücktritt von Rainer Barzel zum Präsidenten des Deutschen Bundestages gewählt. Besondere Aufmerksamkeit widmete er den Beziehungen zu den Parlamenten der Staaten des Warschauer Pakts und dem in diesen Staaten stattfindenden politischen Wandel. Es kam zu Dialogen, teilweise auch gegenseitigen Besuchen, mit Parlamentariern aus Polen, Ungarn, der Sowjetunion, der ČSSR, Rumänien und der DDR. Jenninger genoss zeitweise auch bei den Oppositionsparteien SPD und Grüne hohes Ansehen und wurde nach der Bundestagswahl 1987 mit großer Mehrheit wiedergewählt.
In Jenningers Amtszeit fiel auch der Beschluss zum Abriss und Neubau des Plenargebäudes des Bundestages. 
Bei der Bundestagswahl 1990 kandidierte Jenninger nicht mehr.

### Rede am 10. November 1988
Jenningers Rede zum 50. Jahrestag der Reichspogromnacht 1988 wurde von weiten Teilen der Öffentlichkeit als „missglücktes Gedenken“ gewertet und erzeugte einen Skandal, der zu seinem sofortigen Rücktritt vom Amt des Bundestagspräsidenten führte. Jenninger wollte in seiner Rede den Zuhörern die Weltsicht und Gefühlslage der Täter und der untätigen Zeugen nahebringen und das politische Klima nachvollziehbar machen, in dem es zur „Reichskristallnacht“ kommen konnte. Dies erfolgte nach Jenningers Angaben auf Anregung des ehemaligen Vorsitzenden des Zentralrats der Juden in Deutschland, Werner Nachmann, der ihm gegenüber darlegte, er höre von jungen Leuten in Deutschland immer wieder, sie bekämen keine Antwort auf die Frage, wie es eigentlich „zu Hitler gekommen“ sei.
Jenninger machte in seiner Rede, die zunächst von vorher unabhängig vom Wortlaut der Rede geplanten Zwischenrufen aus der Fraktion der Grünen gestört wurde, häufig von den Stilmitteln der direkten und der erlebten Rede Gebrauch und benutzte dabei teilweise Diktion und Vokabular der Nazipropaganda, um die damals verbreiteten Denkmuster zu illustrieren. Abgeordnete von Grünen, SPD und FDP verließen noch während der Rede aus Protest den Plenarsaal. Das mediale Echo in Deutschland, bei dem es zu falschen Zitaten und unzulässigen Verkürzungen kam, war verheerend. Unter diesem Eindruck trat Jenninger bereits am darauffolgenden Tag vom Amt des Bundestagspräsidenten zurück.
In der Folge wurde Jenningers Redetext weitgehend rehabilitiert, unter anderem dadurch, dass der spätere Vorsitzende des Zentralrats der Juden Ignatz Bubis demonstrativ umstrittene Passagen aus Jenningers Ansprache in eine eigene Rede übernahm, ohne damit Anstoß zu erregen. Eine Analyse der Rede und der Umstände findet sich im jüdischen Internetportal haGalil. Weiterhin wurde die Art des Vortrags der Rede bemängelt, die Jenninger nach eigenen Angaben „überhaupt nicht einstudiert“ hatte und die als misslungen angesehen wird. Willy Brandt äußerte, die Rede sei „fehlgeschlagen, nicht weil Jenninger ein schlechter Kerl ist, sondern weil er sich übernommen hat“.
In der Sprachwissenschaft, der Kommunikationswissenschaft und der Sprechwissenschaft wird die Rede heute herangezogen, um aufzuzeigen, in welchem Ausmaß Sprachgebrauch Inhalt beeinflusst und was als transportierter Inhalt verstanden wird.

## Weitere öffentliche Ämter
Von 1991 bis 1995 war Jenninger Botschafter der Bundesrepublik Deutschland in Österreich und von 1995 bis 1997 Botschafter beim Heiligen Stuhl.
Von 1985 bis 1990 war Jenninger Präsident des Deutschen Rates der Europäischen Bewegung und später deren Ehrenpräsident.

## Ehrungen und Auszeichnungen (Auszug)
- 1978: Verdienstorden der Bundesrepublik Deutschland (Großes Verdienstkreuz)
- 1986: Verdienstorden der Italienischen Republik (Großkreuz)
- 1986: Verdienstorden der Bundesrepublik Deutschland (Großkreuz)
- Nach seinem Tod wurde Jenninger am 18. Januar 2018 mit einem Staatsakt im Deutschen Bundestag geehrt.[16]

## Kabinette
- Kabinett Kohl I, Kabinett Kohl II